# Sant Esteve de Castellviny
Sant Esteve de Castellviny és l'església romànica del poble de Castellviny, al terme municipal de Sort, de la comarca del Pallars Sobirà. Pertanyia a l'antic terme d'Enviny. És a l'extrem nord-oest del petit nucli del poble de Castellviny. És sufragània de la parròquia d'Olp, però fa anys que és sense culte i en ruïnes. És una obra inclosa a l'Inventari del Patrimoni Arquitectònic de Catalunya.

## Descripció
Església de planta rectangular amb absis semicircular a llevant. La seva nau amida 2 m. de llarg per 4,70 m. d'ample. A mitja nau s'obre a cada costat una capella, per un arc de mig punt que es prolonga en una volta de canó, i que fa 2,25 m. d'ample.
La nau està coberta per tres voltes d'aresta. A l'extrem de la nau hi ha un petit cor.
La porta d'arc de mig punt adovellada, es troba al mur de migdia, quasi als peus de la nau.
A ponent s'aixeca una magnífica espadanya, formada amb dos arcs de mig punt, graonada.
L'absis, actualment tapiat, està construït amb carreus, com també els angles de les parets, mentre que els altres paraments són de pedra sense desbastar. La coberta, de llicorella, és a dues aigües.